# Вагаршапатская семинария
Вагаршапатская семинария (арм. Վաղարշապատի դպրոց) — первая армянская высшая школа христианской Великой Армении. Основана Месропом Маштоцем и Сааком Партевом после создания Маштоцем в 405—406 гг. армянского алфавита. Действовала до 510 года. Снова открылась в 1441 году, после возвращения армянского престола из Сиса (Киликия) в Вагаршапат (Эчмиадзин). На его основе в 1870-е была основана современная «Геворгская семинария».